# Groene Heuvels
Groene Heuvels is een Nederlands recreatiegebied in Ewijk (gemeente Beuningen), ongeveer tien kilometer ten westen van Nijmegen. Het ligt rond een kunstmatig meer, dat door zandwinning ontstond. Het gebied wordt beheerd en geëxploiteerd door Leisurelands.
De plas is geliefd bij Nederlandse en Duitse duikers. In de plas leven onder meer zoetwaterkreeft, snoek en baars, ook zijn er twee albino karpers uitgezet. De maximumdiepte is circa 24 meter.
In het gebied worden ook festivals georganiseerd, zoals sinds 2014 Down The Rabbit Hole.
Groene Heuvels is een van de vier recreatieplassen in de regio Nijmegen. De overige plassen zijn Berendonck (gelegen tussen Wijchen en Nijmegen), het Wylerbergmeer (gemeente Berg en Dal, bij de grens met Duitsland) en de iets verder van Nijmegen gelegen Mookerplas, nabij de kern Plasmolen.